# Ouled Aiche
Ouled Aiche là một đô thị thuộc tỉnh Relizane, Algérie. Dân số thời điểm năm 2002 là 9.075 người.